# 扶養
扶養（ふよう）は、主に生計を担っている血族や姻族が、老幼・心身の疾病・失業などの理由で経済的自立が出来ていない者（要扶助者）を養うこと。
扶養関係において、扶養を受ける権利のある者（民法第878条）を扶養権利者、扶養をする義務のある者（民法第878条）を扶養義務者、実際に何らかの援助を受けて扶養されている者を「被扶養者」（健康保険法第1条、介護保険法第7条第8項第6号）と呼ぶ。扶養に関連する法領域を扶養法という。

## 扶養一般

### 扶養制度の沿革
私的扶養
家父長制の下で、家長は家の経済的基礎となる家産を排他的に管理するとともに親族は家業の労働に就き、それと同時に親族の生活保障は家長の責任とされていたが、時代が下って親族的集団の分化が進み、人々が家の外で収入を獲得するようになると個々の生活保障は夫婦関係・親子関係を中核とする自立保障を建前とするようになっていった。そして、その他の親族の扶養関係については主として習俗的・道徳的な規範に基づいて規律されるようになった。しかしながら、扶養義務は親族関係が密な社会においては法的義務としなくとも自然債務的に履行されるものであるが、それが希薄となって扶養義務の履行が期待できなくなる場合には一定の範囲の親族に対して法的な扶養を義務付けねばならなくなるとされる。なお、扶養法における扶養は理想としての基準を定めたものではなく扶養義務の最小限度を定めたものにすぎないとされる。
公的扶養
近代資本主義社会においては、労働力再生産の観点から企業が使用人と家族の生活の維持について一定の役割を果たすようになり、家族扶養手当制度、健康保険制度、労働災害保険制度、社会保険制度などの扶養制度（社会的扶養）が設けられるようになった。
また、生活困窮者の増大は社会不安をもたらすことから、生活保護制度などの国家扶養制度も設けられるようになった。本来、公的扶養は貧民の救済を目的としたものであり、日本では1874年(明治7年)12月に恤救規則、1932年(昭和7年)に救護法、1937年(昭和12年)に母子保護法、1945年(昭和20年)に軍事扶助法が制定された。そして、戦後、日本国憲法第25条の「すべて国民は、健康で文化的な最低限度の生活を営む権利を有する。」（第1項）と「国は、すべての生活部面について、社会福祉、社会保障及び公衆衛生の向上及び増進に努めなければならない。」（第2項）の理念のもとに生活保護法が制定された。この日本国憲法第25条は生存権について明規したもので画期的なものであった。国家扶養に対する考え方によっては究極的にはすべての資源を国家が統合して国民に分配すべきということになりそうだが、日本国憲法は私有財産制を保障していること（日本国憲法第29条）、日本国憲法第27条1項が勤労権について定めていること、個々の労働・財産の取得には幸福追求としての側面があること（日本国憲法第13条）などから、あくまでも個人の自由な資産形成と自立自助が基本原則とされる。

### 親族扶養優先の原則
扶養には私的扶養（民法による扶養）と公的扶養（社会的・国家的な扶養）の二種類があるが、私的扶養が困難な場合のみ公的扶養が開始されるというのが法の原則である（親族扶養優先の原則、私的扶養優先の原則、公的扶助の補充性）。児童福祉法第56条、老人福祉法第28条、身体障害者福祉法第38条は、この考え方に基づいて国庫等が費用を支弁した場合の扶養義務者からの負担について定めている。
しかし、現実に協同関係が存在しない者の間の私的扶養では、扶養本来の目的を実効的に期すことが難しい場合もある。そのため、近年の行政実務ではこの原則を見直す動きがあり、公的扶養の比重が高まりつつある。
なお、現代では労働基準法や船員法などに基づく企業負担による社会的扶養制度があり、また、健康保険法や国民年金法による各種社会保険制度が整備されるに至っており、その限度において親族扶養や国の扶養は実質的に免責されている。

## 国内私法（民法）による扶養
以下、民法については、その条数のみ記載する。

### 親族扶養の本質
親族間の扶助精神は民法等の法制度が整備される以前から存在したものであり、親族扶養の本質は「親族共同生活態における共生義務の一形態」とされる。扶養義務を一定の範囲の親族に課す根拠は、一定範囲の親族の中に生活に困窮するものがあれば相互に助け合うべきとする国民感情に由来すると説かれる。

#### 民法730条の法的性質
日本の民法は730条において「直系血族及び同居の親族は、互いに扶け合わなければならない。」と規定する。
本条の法的性質については、法的義務を認める法的義務説（牧野英一など）、法的義務を定めたものではなく倫理的規定にとどまるとする倫理的規定説（我妻榮など）、指導理念について定めたものであるとする指導理念説などが対立するが、多数説は本条による法的義務を認めず倫理的規定あるいは指導理念を定めた規定にとどまるとみる。
本条については、このような内容を法律上の規定とすることについて制定時より論争がある。戦後、本条の新設を主張した牧野英一には、親子間・親族間の倫理を民法上の規定として明瞭に表現しておくべきであり、この倫理的規定を家事調停や家事審判を通じて実効化し、慎重に旧来の「家」的な構成を排除すべきとの意図があったとされる。これに対して我妻榮らは、本条を旧来の家制度の存置につながるもので親族集団の民主化を阻害し、拡大された親子と近親者で構成される緊密な家族の範囲を法的に捉えたものとみても無用の規定であるとみていた。ただし、牧野が旧来の家制度の存置を図ったのではないかとする点については懐疑的な見方もあり、あくまでも家父長的・権力的な家制度に批判的な法的理念を説くもので、その主張は家制度廃止後における同居親族間の倫理的関係を法的側面から確保しようとしたものであるとみる説もある。
本条に関する立法論としては、この規定で達すべきと考えられる目的・内容は、本来、親族関係を支配する倫理・習俗に基づいてそれぞれの場合に即した判断を通じて達成すべきものであり、法律上の規定とする意味はなく、かえって法律が一般的にもつ形式的画一的な性質のため親族関係を支配する倫理・習俗による柔軟な解決を阻害しており、夫婦関係や親子関係の自主性を傷つけるおそれがあるとして削除すべきとの論がある。このほか扶養については民法877条以下に具体的規定が置かれていることから、本条については、877条があるにもかかわらず屋上屋を架するようなものであるとの見解があり、そもそも裁判所が本条を根拠に「扶け合え」と命じた場合にどのような執行をなしうるのか不明であると疑問視する見解がある。昭和34年7月の「法制審議会民法部会身分法小委員会仮決定及び留保事項」の第一でも民法730条について削除すべきとされている。
一方、1970年頃から学界の一部において民法730条について再評価する動きもある。本条について積極的な意味付けを行う見解としては、この規定は財産法の分野における個人本位の理念について親族法の分野において修正する意味をもつとする見解、あるいは老親扶養の重要性の高まりの中で民法の扶養規定は基本的に経済的扶養を前提としているが民法730条は同居親族の扶養について定めている点から一定の意義を有するとみる見解などがある。
民法730条をめぐる議論については、本条について従来の学説がもっぱら「家」的な規定としてのみ捉えていたのではないかとの指摘もあり、立法や法解釈のあり方などについては、本条が現実にどのような機能を果たしてきたか、また、今後どのような機能を果たすと考えられるか十分な解明と検討が必要であるとされる。

#### 生活保持義務と生活扶助義務
民法の規定のうち親族間扶養義務を定める877条には配偶者（夫婦）の記述がなく、夫婦間扶養義務はこれとは別に752条に定められている。従来からの通説や実務によれば、これは民法が未成熟子扶養義務を含む夫婦間扶養義務を親族間扶養義務や種々の社会保障制度とは明確に区別し、夫婦間扶養義務や未成熟子扶養義務をそれぞれ夫婦関係あるいは親子関係の存立・維持に不可欠なものみていることを意味していると解されており、このような夫婦間扶養義務や未成熟子扶養義務を生活保持義務、これらとは異なる一般の親族間扶養義務を生活扶助義務と概念づける。生活扶助義務は、具体的には通常は生活の単位を異にしている親族が、一方の生活困窮に際して助け合う偶発的・一時的義務のこととされ親族間扶養義務として構成される。
このように生活保持義務と生活扶助義務を分ける考え方に対しては、生活保持義務の強調が公的扶助制度の欠陥を隠蔽し社会保障制度の発展を阻害しており、これらの区別は扶養義務の質的な違いではなく量的な違いに過ぎないのではないかとの批判がある。したがって、両者の違いをあくまで理念型として捉えた上で、双方の間には連続的な幅があるとみるべきとする理論も唱えられている。
生活保持義務と生活扶助義務との区別は実務においては既に定着しているとされる。

### 扶養請求権の性質
扶養請求権は一身専属的権利として処分が禁じられており譲渡・質入・放棄は許されない（881条）。債権者代位権（423条）を行使すること、受働債権として相殺することもできない。債権者は扶養請求権を差し押さえることはできず（民事執行法152条1項1号）、破産者の扶養請求権は破産財団に属さない（破産法34条3項2号）。扶養請求権は相続の対象にもならない（896条ただし書き）。また、絶対的定期請求権であるから消滅時効にかからない。
なお、第三者によって扶養義務者の生命や身体に対する加害行為があり、それによって扶養権利者が扶養を受けられなくなったような場合には扶養相当分についても損害賠償請求が可能である。

### 夫婦間の扶養義務
夫婦間扶養義務（夫婦の同居義務および夫婦の協力扶助義務）については、「親族編（第四編）第2章 婚姻」の752条において「夫婦は同居し、互いに協力し扶助しなければならない。」と定める。
752条に規定される夫婦間扶養義務のうち、「夫婦とその「子」が各々の生活を保持し続けられるようにする義務がある」という、最低限の文化的生活維持を上回る生活の保持を必要とする扶養義務を「生活保持義務」と呼ぶ。
夫婦間扶養義務の中に含まれている「同居義務」は、病院などへの入院などやむを得ない事由がある場合には免れるものと解されているが、同居義務に合理的な理由なくして違反し続けている場合は770条1項の「悪意の遺棄」として離婚原因となりうる。

### 親子間の扶養義務

#### 未成熟子扶養義務
未成熟子とは経済的にまだ自立していない子すべてを指す。既に成人年齢に達している子供であっても、経済的にまだ自立していない子はすべて未成熟子とされる。
752条に定める夫婦間扶養義務は、730条・760条・877条と連結して、血族たる子供が生まれた場合、法定血族たる養子を迎えた場合、何分の一か血族である連れ子を迎えた場合、継子を迎えた場合、いずれの場合であっても、その子が経済的に独立した一人前の社会人に育つまでその子を育て上げる義務を当然に発生させる。この未成熟子に対する扶養義務を未成熟子扶養義務という。
法的根拠
未成熟子扶養義務の具体的な法的根拠については、(1)877条説、(2)親子関係の本質から生じるもので法文上の根拠を必要としないとの説、(3)父母が婚姻中の未成熟子については760条、父母が婚姻関係にない未成熟子については877条によるべきとする説、(4)820条説-親権説、(5)766条説-監護権説など多岐にわたる見解が存在する。
民法の字義的観点からは「親の未成熟子に対する扶養義務の根拠規定」は直系血族・兄弟姉妹および3親等内の親族間の扶養義務を定める877条「直系血族及び兄弟姉妹は、互いに扶養する義務がある」であるとする見解が「現在の通説・審判例となっている」。ところが、核家族化の進行や介護制度の整備などにより家族内における扶養事情は戦後民法の施行時とは大きく様変わりしており、「最近は扶養の内容はしだいに縮められ、夫婦とその間の一人前でない子供を中心とするように変わりつつある」。
離婚の場合の扶養義務
未成熟子扶養義務は877条の規定により夫婦が離婚した場合にも親権とは別に各々の配偶者にそのまま維持される
継子の扶養義務
継子の扶養義務については、877条の「直系血族」にはあたらないが、760条の「夫婦は、その資産、収入その他一切の事情を考慮して、婚姻から生ずる費用を分担する。」などの規定により認められている。

#### 成熟子の親に対する扶養義務
生活扶助義務である。治療代・介護代・病院代・特養ホーム代などの支払いも含まれる。

### 親族間一般の扶養義務
民法は877条第1項において「直系血族及び兄弟姉妹は、互いに扶養をする義務がある。」と定め、同条第2項で「家庭裁判所は、特別の事情があるときは、前項に規定する場合のほか、三親等内の親族間においても扶養の義務を負わせることができる。」と定める。

#### 扶養当事者
要扶養者
親族間の扶養を受けるには自らの財力・労力では生活することが困難である者（要扶養者）でなければならない（この点で扶養能力がある限り常に扶養義務を負うとされる夫婦間の扶養義務などとは異なる）。
扶養義務者
要扶養状態となった者がある場合、その者の直系血族（両親、祖父母、子、孫など）及び兄弟姉妹は扶養義務者（絶対的扶養義務者）として扶養義務を負う（877条第1項）。また、家庭裁判所は特別の事情があるときは、三親等内の親族も扶養義務者（相対的扶養義務者）として扶養義務を負う（877条第2項）。これらの者の扶養義務は相互的なものである。
ただし、これらの扶養義務者が実際に扶養義務を果たすためには、その扶養義務者が自身の生活を維持し不可能にしてしまわない範囲において、なお、扶養権利者を扶養することが可能なだけの資力（扶養能力）がなければならないとされている。親族間の中に親族間扶養義務を果たしてもなお要扶養状態であれば、生活保護など社会保障を受ける対象者になる。
なお、現行の日本民法のように三親等内の親族にまで扶養義務を認めうることとし、扶養義務において兄弟姉妹を直系血族と同順位としている例は稀有である。明治民法においても親族間扶養の範囲は三親等内の血族までとされていた（民法旧954条）。
三親等内の親族も扶養義務者となる特別の事情は「よほどの事情でない限り『特別事情』ありと認めるべきではない」（大阪家審昭和50.12.12）とされている。「特別の事情」は扶養義務者が要扶養者から過去に長期間にわたって扶養されていた場合や単独相続によって扶養義務者が要扶養者の住んでいた家屋を取得した場合などが想定されている。

#### 扶養の発生・変更・消滅
扶養義務の発生
扶養の発生時期について民法上に明文はない。(1)扶養権利者の扶養必要状態と扶養義務者の扶養可能状態が同時に発生し、かつ、扶養権利者が請求したときであるとする説、(2)扶養権利者の扶養必要状態と扶養義務者の扶養可能状態が同時に発生したときに当然に生じるとする説、(3)扶養の協議・審判が成立したときであるとする説などがある。
それぞれ(1)説に対しては扶養義務者の存否や所在が不明なために第三者が扶養を行った場合にも扶養義務を肯定しえないことになり、事務管理の要件である「他人の事務」を認めることができず、本来の扶養義務者に対して費用償還請求権を行使しえないことになり不都合である、(2)説に対しては扶養義務者が扶養義務の発生を知らないままに扶養料が蓄積して扶養権利者からまとまって多額の請求が行われるおそれがある、(3)説に対しては扶養の協議・審判まで扶養義務が存在しないことになってしまうといった難点があり見解に対立がある。
扶養義務の変更
扶養義務の内容については、扶養権利者の扶養必要状態の増減に伴って絶対的に増減（全扶養義務者との関係で扶養義務が全体的に増減）し、扶養義務者の扶養可能状態の増減に伴って相対的に増減する（一扶養義務者との関係で扶養義務が増減すると、それに伴って反射的に他の扶養義務者の扶養義務あるいは公的扶養が増減する）。
扶養義務の消滅
扶養義務は、扶養権利者の扶養必要状態の消滅に伴って絶対的に消滅（全扶養義務者との関係で消滅）し、扶養義務者の扶養可能状態の消滅に伴って相対的に消滅する（一扶養義務者との関係で扶養関係は消滅し、それに伴って反射的に他の扶養義務者の扶養義務あるいは公的扶養が増加あるいは新たに発生する）。

#### 扶養の順位・程度・方法
扶養の順位・程度・方法について明治民法は詳細にわたり定めていた（民法旧955条以下）。しかし、現行民法は扶養の順位や方法が硬直的に決定することを避けるため、まずは当事者間の協議（扶養契約）に委ね、当事者間に協議が調わないとき、又は協議をすることができないときは、扶養権利者の需要、扶養義務者の資力その他一切の事情を考慮して、家庭裁判所が、これを定めることとされている（878条・879条・880条）
扶養義務者の順位について一般には、直系の親族は兄弟姉妹に優先し、直系血族間においては親等の順序により、兄弟姉妹間においては同父母の者が優先し、普通養子での養方と実方の関係においては養方が優先し、資力に差があるときは大きい者が優先するとされる（ただし、一応の目安であり個々の事情が考慮される）。
扶養義務者が複数いる場合の扶養の方法については連帯説（各扶養義務者は資力の範囲内で全額について負担義務を負うとし、公平のために扶養義務者間で求償を認めるべき）と分別説（資力に応じて各扶養義務者は必要額を按分して分担すべき）が対立する。
扶養の程度については日本国憲法第25条の「健康で文化的な最低限度の生活」が理論上の基準となり、扶養義務者と同程度の生活まで保障するものではない。
扶養の方法には引取扶養と給付扶養があり、給付扶養には金銭給付と現物給付がある。このうち引取扶養は経済面以外でも独立した生活が困難な場合にとられるもので、一般的に金銭的負担が少なくてすむという長所がある反面、扶養義務者がこれを欲しない場合には扶養の実効性を担保できず扶養権利者にとっても苛酷な状況になってしまうといった短所もある。

#### 未成熟子扶養義務の位置づけ
既に#未成熟子扶養義務の項で述べたように、条文の字義という観点から、親族間扶養義務の中に未成熟子扶養義務が含まれているとする見解が大勢である。そして、この未成熟子扶養義務が、日本国憲法第25条で保障されている扶養権利者の「健康で文化的な最低限度の生活を営む権利」は勿論、日本国憲法第26条で保障されている扶養権利者の「法律の定めるところにより、その能力に応じて、ひとしく教育を受ける権利」（同条第1項）、および、これらに対応した扶養義務者の「法律の定めるところにより、その保護する子女に普通教育を受けさせる義務」（同条第2項）に立脚し、かつ、含んでいることが以下の判例などにより確立されている。
- 「4年制大学に進学し、成人に達した子に対する親からの学費等の扶養の要否は、当該子の学業継続に関する諸般の事情を考慮した上で判断するべきであって、当該子が成人に達しかつ健康であることをもって直ちに当該子が要扶養状態にないと判断することは相当でない」（2000年（平成12年）12月5日 東京高裁決定。判例タイムズ臨増1096号94頁。家裁月報53巻5号187頁。「扶養申立却下審判に対する抗告事件---取消、差戻」）[38]。

- 「抗告人は、親が財産がないのに、子が大学に入学して、親に扶養料を払えというのは不当であると主張するが、子が大学に入学することの可否は、子を本位とし、その才能や福祉を中心として定めるべく、また、その場合、子の教育費を親が支払うべきか否かは、親の扶養能力の有無によつて決すべきことであつて、親の扶養の能否によつて子の進学の可否を決すべきものではない。」（1960年（昭和35年）9月15日 東京高裁決定。家裁月報13巻9号53頁。「扶養請求事件の審判に対する即時抗告事件」）[38]。

なお、未成熟子の高等教育の学費については、生活保持義務の範囲を超えるもので、生活援助ではなく生計の資本の贈与とみるべきであるとする説もある。

## 国際私法による扶養
扶養義務の準拠法に関する法律による。この法律は扶養義務の準拠法に関する条約を国内法として整備したものである。

## 民法における扶養義務
生活保護を申請する場合などに、上記の民法上の扶養義務の存否が問われることとなり、扶養義務者が存在しないと認定された場合にのみ生活保護が開始されることになる。平成24年にお笑いコンビ「次長課長」の河本準一の母親が生活保護費受給の判明時には、扶養義務が議論になった。生活保護の不正受給では、不正受給者自身が返還滞納や扶養義務親族が返還しなくても、生活保護法上よ罰則が制定されていない。大阪市は、平成24～26年度に回収を断念した計約20億1000万円のうち、悪質不正受で回収断念となったのは約10億2000万円と明かした。そのため、生活保護費不正受給のもらい得を横行させる現行法に、行政の現場や専門家からも法改正を検討すべきだと指摘されている。

### 生活保護法
生活保護の申請があると、福祉事務所は、申請者の扶養義務者に、扶養の可否を照会することとされている。照会に際して、親族への生活保護の適用を嫌気して扶養する旨の回答をしながら、実際には扶養しない者もあり、問題となることがある。
生活保護法77条は、被保護者に対して民法の規定により扶養の義務を履行しなければならない者があるときは、その義務の範囲内において、保護費を支弁した都道府県又は市町村の長は、その費用の全部又は一部を、その者から徴収することができると定め，協議が整わないときまたは協議をすることができないときは、家庭裁判所がその負担額を決定できるとしているが、上記のように実務上活用されていない。

## 比較法

### ドイツ
ドイツ民法は直系血族間においてのみ親族間の扶養義務を認める（ドイツ民法第1601条）。

### イタリア
イタリア民法は1親等の直系姻族までに限って親族間の扶養義務を認める（イタリア民法第434条）。